# Yves Camus
Yves Camus (Nantes, 13 de mayo de 1930-27 de junio de 2025) fue un atleta francés especializado en la prueba de 4 × 100 m, en la que consiguió ser subcampeón europeo en 1950.

## Carrera deportiva
En el Campeonato Europeo de Atletismo de 1950 ganó la medalla de plata en los relevos de 4 x 100 metros, llegando a meta en un tiempo de 41.8 segundos, siendo superados por la Unión Soviética (oro con 41.5 s) y por delante de Suecia (bronce con 41.9 s).